# 福泰尔 (约讷省)
福泰尔（法語：Forterre，發音：[fɔʁtɛʁ]）是法国勃艮第-弗朗什-孔泰大区西部边缘的一个小型地区，西与皮赛相邻，主要城镇为库尔松莱卡里耶尔。